# Royal FloraHolland
Royal FloraHolland è una cooperativa, costituita dai produttori di piante e fiori olandesi.
Si sviluppa come una grande asta, allo scopo di commercializzare di fiori recisi e piante. Vi si svolgono, più del 90% dei commerci olandesi di tali prodotti.
Con 6 succursali, 39 aste-orologio e agenzie nazionali per un totale di 4700 collaboratori, FloraHolland è attiva sia all'interno del Paese sia all'estero con due punti logistici in Spagna e in Italia.
FloraHolland ha aste di esportazione, non solo ad Aalsmeer, bensì anche a Naaldwijk e Rijnsburg. Aste regionali si trovano anche a Bleiswijk, Venlo e Eelde. Il Bemiddelings Bureau (L'agenzia di intermediazione interna), lavora prevalentemente sul commercio relativo a periodi e giornaliero di tutte le sedi. È proprietaria anche serre di coltivazione a Boskoop.
FloraHolland lavora (come cooperativa), senza scopo di lucro, basandosi sull'incontro di domanda ed offerta.
Quando un compratore effettua il suo acquisto, la partita di merce acquistata, viene portata, mediante servizio di trasporto interno, generalmente entro 1 ora, nello spazio che la fiera riserva ad ogni singolo compratore.
Qui di seguito, le merci vengono preparate per la vendita nazionale od esportazione.
Le piante possono essere comprate anche tramite agenzia.

## Fusione
FloraHolland, è il risultato di diverse fusioni.
Nel 1987, la Bloemenveiling Westland, la Bloemenveiling Berkel e la Omstreken si riuniscono in una cooperativa. Nel 1992 entrambe le aste passano sotto al nome Bloemenveiling Holland.
Il 1º gennaio 2000, la Bloemenveiling 't Noorden e la Bloemenveiling Flora si fondono e la Bloemenveiling 't Noorden acquisisce quindi il nome Bloemenveiling Flora. Due anni dopo, il 1º gennaio 2002, Bloemenveiling Flora e Bloemenveiling Holland effettuano un'ulteriore fusione diventando FloraHolland. 
Il 1º ottobre 2006 la precedente Coöperatieve Boskoopse Veiling viene assorbita. Le attività commerciali si svolgono ora sotto al nome FloraHolland Boskoop BV.
Il 26 ottobre 2006, viene siglato un accordo di intesa tra FloraHolland e le Aste Unite di Aalsmeer (de Verenigde Bloemenveilingen Aalsmeer -VBA-), con l'obiettivo di fusione. Il 21 agosto 2007, la commissione sulla concorrenza dà il suo assenso alla fusione.
Il 19 settembre 2007, i membri di entrambe le cooperative votano per la fusione.
Il 1º gennaio 2008, avviene la fusione definitiva. 
Nasce FloraHolland, nome accoppiato al logo, rappresentante un tulipano, già simbolo della Bloemenveiling Aalsmeer. Aalsmeer resta la fiera madre.
La combinazione si compone di tre aste d'esportazione, tre aste regionali un Ufficio di Intermediazione ed un reparto importazione.
Insieme, compongono la più grande asta a livello mondiale, con un fatturato di più di 4 miliardi di Euro.

## Aalsmeer
È il più grande edificio del mondo adibito al commercio di piante e fiori. Moderno, in continua espansione, era la sede della Vba poi aggregatasi con le altre aste in Floraholland. Vicina all'aeroporto internazionale di Schipol è la più vocata delle sedi all'export extraeuropeo.

## Naaldwijk
La seconda per ampiezza e fatturato delle sedi è molto dinamica e dotata di un import department tra i più efficienti dell'intera Olanda.

## Rijnsburg
È la terza in ordine di ampiezza e fatturato delle sedi di Floraholland, molto votata al mercato inglese e specializzata in fiori italiani.

## Bleiswijk
Sede di un'asta regionale, frequentata da compratori medio piccoli del Benelux. Ora con il nome di Bloemisten Clock è stata spostata fisicamente all'interno della sede di Naaldwijk.

## Rhein-Maas
La più giovane di tutti. Situata al di là della frontiera olandese a Herogen in Germania. È nata dalla unione di tre aste: quella di Venlo Floraholland e quella di Herogen e Lullingen della ditta Landgard. Aspira a diventare la terza di importanza del gruppo.

## Eelde
La più piccola delle sedi, situata nell'estremo nord dell'Olanda. È frequentata da fioristi del nord Olanda e del nord Germania.